# Cuspidarioidea
Super-famille
Les Cuspidarioidea sont une super-famille de mollusques bivalves.

## Liste des familles
Selon World Register of Marine Species (11 janvier 2021) :
- famille Cuspidariidae Dall, 1886
- famille Halonymphidae Scarlato & Starobogatov, 1983
- famille Protocuspidariidae Scarlato & Starobogatov, 1983
- famille Spheniopsidae J. Gardner, 1928